# Сьераневада
Сьераневада (англ. Sieranevada) — румынский драматический фильм, снятый Кристи Пую. Мировая премьера ленты состоялась 12 мая 2016 на Каннском кинофестивале. Фильм был выдвинут Румынией на премию «Оскар» за лучший фильм на иностранном языке.
Фильм рассказывает о воссоединении семьи по случаю памяти недавно умершего патриарха.